# Glyndon (Minnesota)
Glyndon es una ciudad ubicada en el condado de Clay en el estado estadounidense de Minnesota. En el Censo de 2010 tenía una población de 1394 habitantes y una densidad poblacional de 356,21 personas por km².

## Geografía
Glyndon se encuentra ubicada en las coordenadas 46°52′18″N 96°34′47″O / 46.87167, -96.57972. Según la Oficina del Censo de los Estados Unidos, Glyndon tiene una superficie total de 3.91 km², de la cual 3.91 km² corresponden a tierra firme y (0%) 0 km² es agua.

## Demografía
Según el censo de 2010, había 1394 personas residiendo en Glyndon. La densidad de población era de 356,21 hab./km². De los 1394 habitantes, Glyndon estaba compuesto por el 92.25% blancos, el 1.22% eran afroamericanos, el 2.8% eran amerindios, el 0% eran asiáticos, el 0% eran isleños del Pacífico, el 1.94% eran de otras razas y el 1.79% pertenecían a dos o más razas. Del total de la población el 6.03% eran hispanos o latinos de cualquier raza.